# Pastoralkonferenz
|  | Dieser Artikel wurde aufgrund von akuten inhaltlichen oder formalen Mängeln auf der Qualitätssicherungsseite des Portals Christentum eingetragen. Bitte hilf mit, die Mängel dieses Artikels zu beseitigen, und beteilige dich bitte an der Diskussion. |

Eine Pastoralkonferenz ist eine in verschiedenen christlichen Konfessionen in unterschiedlicher Gestalt organisierte Versammlung von Amtsträgern eines bestimmten kirchlichen Gebietes, meist von Priestern bzw. Pastoren, oft auch zusätzlich von Ordensleuten, Sachverständigen und Laien. Auf diesen Konferenzen werden pastoral-theologische, wissenschaftliche und allgemeine Themen beraten und erörtert. Es können auch personelle und organisatorische Fragen besprochen werden. Die Beratungsergebnisse dienen der Kirchenleitung als Beschlusshilfe, die Konferenzen haben eine beratende und vorschlagsberechtigte Funktion.

## Geschichte
Treffen von Priestern aus einem kleineren Gebiet, die der Beratung und Lehre dienten, fanden schon in der Alten Kirche statt. Mit der Durchführung von örtlichen, regionalen und überregionalen Synoden im 4. Jahrhundert trat die Bedeutung der kleinen Pastoralkonferenzen in den Hintergrund. Einen Aufschwung erhielten die örtlichen Konferenzen erst wieder im 16. Jahrhundert. Die von Huldrych Zwingli 1523 in Zürich gegründete „Prophezei“ war fast ausschließlich der Weiterbildung der Pastoren gewidmet, während die 1541 von Johannes Calvin gegründete Genfer Compagnie des pasteurs insbesondere Amtsführung und Lebenswandel der Geistlichen begleitete. Nach dem Genfer Vorbild gründete um 1544 der Theologe Johannes a Lasco die Versammlung der reformierten Prediger Ostfrieslands, mit der die einheitliche Lehre gefördert werden sollte. Eine parallele Erscheinung in den evangelischen Reichsstädten waren die „Geistlichen Ministerien“.
In der römisch-katholischen Kirche in Deutschland wurden Pastoralkonferenzen erst im 19. Jahrhundert vermehrt einberufen; ihr besonderer Förderer war Generalvikar Ignaz Heinrich von Wessenberg aus Konstanz. Er war Herausgeber des Magazins Archiv für die Pastoralkonferenzen und forderte die theologische Fort- und Weiterbildung, in Form von Pastoralkonferenzen, für die Kleriker. Auch in den evangelischen Kirchen in Deutschland blühten im 19. Jahrhundert die Pastoralkonferenzen auf, wobei neben den „amtlichen“ Konferenzen auch die „freien“ Konferenzen, in denen meist Pfarrer einer bestimmten theologischen Richtung einmal im Jahr zusammenkamen (wie z. B. die Gnadauer Pastoralkonferenz, die Berliner Pastoralkonferenz oder die Hannoversche Pfingstkonferenz), eine große Bedeutung hatten.

## Römisch-katholische Kirche
Für die römisch-katholische Kirche entwickelte sich nach dem Zweiten Vatikanischen Konzil eine neue Bedeutung für die Pastoralkonferenzen, sie wurden in das neue Kirchenrecht aufgenommen. So werden Pastoralkonferenzen auf der örtlichen Gemeindeebene, der regionalen Dekanatsebene und der Diözesanebene abgehalten. Auf diesen Konferenzen werden pastoral-theologische, wissenschaftliche, personelle und organisatorische Themen erörtert werden.

### Zusammensetzung und Aufgaben einer Dekanatskonferenz
Die Dekanatskonferenz ist die regelmäßige Versammlung aller in einem katholischen Dekanat ansässigen bzw. arbeitenden Priester, ständigen Diakone, Pastoralreferenten und Gemeindereferenten. Manchmal sind auch die Religionslehrer im Kirchendienst (i. K.) eingeladen, die Einladung von Ruhestandsgeistlichen bzw. pensionierten Diakonen, Pastoralreferenten und Gemeindereferenten ist obligatorisch, obwohl diese nur als Gäste an der Versammlung teilnehmen. Darüber hinaus sind oft auch die jeweiligen Mitarbeiter des Dekanatsbüros (auch Volksbüro) und des (Erz-)Bischöflichen Jugendamtes bzw. Vertreter des Bundes der Deutschen Katholischen Jugend (BDKJ) eingeladen. Wenn noch andere Einrichtungen existent sind, die im gesamten Dekanat arbeiten – oder darüber hinaus – wie z. B. die Erwachsenenbildung, dann sind auch diese in der Regel eingeladen. In den letzten Jahren wird an manchen Orten auch ein Vertreter des Dekanatsrates gebeten an der Versammlung teilzunehmen. Diese Versammlung trifft sich regelmäßig im Abstand von einem bis drei Monate. Neben dieser großen Versammlung ist es üblich, dass sich die Priester noch einmal zu einer eigenen Versammlung zusammenfinden. Diese Priestertreffen werden aber weniger, da viele Dekane die Notwendigkeit einer solchen Priesterversammlung nicht mehr sehen. Die Dekanatskonferenz wird vom jeweiligen Dekan (bzw. Dechant) geleitet.
Die Dekanatskonferenz hat die Aufgabe, den Dekan in seiner Arbeit zu unterstützen, ihn zu beraten und der Pastoral im Dekanat eine bestimmte Ausrichtung zu geben. Die Versammlung trägt somit eine Mitverantwortung in der Leitung des Dekanats. Hierzu werden auch Entscheidungen getroffen, die von der Versammlung verabschiedet werden. Stimmberechtigt sind alle o. g. Personen, die mindestens ihre 2. Dienstprüfung erfolgreich abgeschlossen haben – also keine Diakone (im Vorlauf auf die Priesterweihe), keine Pastoral- oder Gemeindeassistenten. Auf der Tagesordnungen stehen: Besprechung von theologischen Neuerungen, Bericht des Dekans von (Erz-)Bischöflichen Verlautbarungen und Dekanekonferenz, Berichte der Pfarrer aus ihrer Pfarrei, Bearbeitung von pastoralen Problemen und Erarbeitung von themenbezogenen Punkten (z. B. vernetzte Pastoral). Aufgrund dessen, dass die Dekanatskonferenz alle Mitarbeiter an einen Tisch bringt, wird die Versammlung auch gerne dazu verwendet, organisatorische Dinge zu klären. Zum Beispiel werden in vielen Dekanaten auch der Priesterurlaub und die Vertretung besprochen sowie gemeinsame Dokumente unterschrieben.

## Evangelische Kirchen
In evangelischen Kirchen sind Pastoralkonferenzen (auch Pfarrkonferenzen, Pfarrkonvente, Ephoralkonferenzen o. ä. genannt) heutzutage regelmäßige Zusammenkünfte der Pastoren auf der Ebene von Kirchenkreisen bzw. Dekanaten, auf denen pastorale, theologische und organisatorische Themen erörtert werden. In manchen Kirchen, z. B. der Evangelischen Kirche Augsburgischen Bekenntnisses in der Slowakei kommen auch sämtliche Pastoren einmal im Jahr zu einer Konferenz zusammen. In den Gliedkirchen der EKD sind die hauptamtlichen Pfarrerinnen und Pfarrer als geborene Mitglieder der Kirchengemeindeleitung zur Teilnahme am Pfarrkonvent verpflichtet, der Pfarrkonvent selbst ist aber weder inhaltlich noch formal normiert und kann auch keine Anträge an Leitungsgremien stellen, Protokolle und Ergebnisse werden nicht veröffentlicht.

## Russisch-orthodoxe Kirche
Die Russisch-Orthodoxe Kirche beruft für ihre Kirche internationale Pastoralkonferenzen ein. Während ihrer Beratungen behandelten sie beispielsweise 2013 das Thema der gemeinsamen Sakralsprache, Problemfelder beim Sakrament der Ehe, die Unzulässigkeit der Urnenbestattung und orthodoxe Taufrituale.

## Pastoralkonferenz des Ökumenischen Patriarchats von Konstantinopel
Das Ökumenische Patriarchat von Konstantinopel hat im Jahr 2000 erstmals in seiner Geschichte Kleriker und Laien zu einer großen Konferenz über pastorale Fragen zusammengerufen. An den mehrtägigen Beratungen in Istanbul zum Thema „Pfarre als Zelle christlichen Zeugnisses“ nahmen rund tausend Delegierte teil, davon drei Viertel aus dem Kreis der Laien.